# Dionysius Cato
Pour les articles homonymes, voir Caton.
Dionysius Cato est un auteur latin du IIIe siècle ou du IVe siècle.

## Biographie
On sait peu de choses concernant la vie de Dionysius Cato.
Il a écrit une brève série d'apophtegmes : distiques de caractère moral, consistant chacun en deux hexamètres, en quatre livres.
Ces écrits présentent un caractère monothéiste mais pas spécialement chrétien. La versification et la métrique sont d'excellente qualité.
L'œuvre eut une grande réputation au Moyen Âge et fut traduite dans de nombreuses langues. Chaucer y fait de nombreuses références. 
Les éditions les plus estimées sont :
- Distiques : Otto Arntzenius
- cum notis variorum : Amsterdam, 1754
- Friedrich Zarncke, Leipsig, 1852.

Les livres ont été traduits en 1533 sous le titre : Les Mots et sentences dorés du maître de sagesse Caton, et réimprimés en 1798 par Antoine-Marie-Henri Boulard.  
Jules-François Chenu les a traduits de nouveau en 1843, dans la collection Panckoucke. Julien Travers les a mis en vers, Caen, 1837.

## Sources
- Marie-Nicolas Bouillet  et Alexis Chassang (dir.), « Dionysius Cato » dans Dictionnaire universel d’histoire et de géographie, 1878 (lire sur Wikisource)